# TXN
TXN ou TX Network é um Grupo de Canais de Televisão do Japão formada por várias cidades e Canais de TV.

## Emissoras
TX - Tokyo
TVO - Osaka
TVA - Aichi
TVH - Hokkaido
TSC - Okayama e Kagawa
TVQ - Fukuoka

## Numeração de Canais
7:5 Estações da TXN
10: TV Aichi

## Ligações Externas
- TXN Network
- TXN Network em Japonês